# 安永沙都子
安永 沙都子（やすなが さとこ、本名：吉橋 聡子〈よしはし さとこ〉、1963年〈昭和38年〉7月27日 - 1993年〈平成5年〉4月6日）は、日本の元女性声優。東京都出身。

## 経歴
親の猛反対を押し切って桐朋学園大学短期大学部演劇科卒業後、劇団に所属していたが、解散で声優に転職。81プロデュースに所属していたが、1993年4月6日、卵巣癌のため死去。29歳没。

## 後任
安永の死後、持ち役などを引き継いだのは以下の通り。
- 石川寛美（『いちにのさんすう』） - さんた 役
- 木藤聡子（『ひとりでできるもん!』） - ソックス 役
- 渡辺久美子（『ザ・シンプソンズ』） - プリンセス・カシミア 役 ※シーズン3
- 弘中くみ子（『うわさの刑事  テキーラとボネッティ』） - アンディ・ガルシア 役 ※シーズン11以降
- 村井かずさ（『それいけ!アンパンマン』） - ユキダルマン 役
- 芝原チヤコ (『ウエスト・サイド物語』TBS新録版) - エニーボディズ 役※WOWOW追加録音部分
- 井上喜久子（『バーヴェリアン四重奏』） - 川上咲子 役

## 出演作品

### 吹き替え

#### 洋画
- あなたに恋のリフレイン
- 暗黒街の人気モノ/マシンガン・ジョニー（サリー〈グリニス・オコナー〉）※日本テレビ版
- ウエスト・サイド物語（エニーボディズ）※TBS新録版
- エイリアン（ランバート〈ヴェロニカ・カートライト〉）※テレビ朝日版
- F/X2 イリュージョンの逆転（カイリー〈リサ・ファロン〉、秘書）※VHS版
- L.A.大捜査線/狼たちの街 ※TBS版
- サンタリア 魔界怨霊 ※テレビ朝日版
- 3人のゴースト ※フジテレビ版
- 七福星（パタヤ観光客〈ン・ハーピン〉）
- 13日の金曜日 完結編（サラ）※日本テレビ版
- ジョーズ ※TBS版
- ジョーズ'87 復讐篇（ルイーザ〈リン・ウィットフィールド〉）※テレビ朝日版
- JFK（マリーナ・オズワルド〈ベアタ・ポズニアック〉）※ソフト版
- シンドバッド黄金の航海（マリアナ〈キャロライン・マンロー〉）
- 続・少林寺三十六房（チャンシー〈ヤン・チンチン〉）
- ダーティハリー5
- D.O.A.（クッキー・フィッツワリング〈ロビン・ジョンソン〉）※VHS版
- トータル・リコール（ミュータント娘）※ANA機内上映版
- ニュー・ジャック・シティ（キーシャ〈ヴァネッサ・ウィリアムズ〉）※VHS・DVD版
- パラダイス・アーミー
- ハロウィンII（ジャネット〈アナ・アリシア〉）※日本テレビ版・BD収録
- 羊たちの沈黙 ※VHS版
- マン・ハンティング/人間狩り（クリスティー）
- 若き勇者たち（トニー・メイソン〈ジェニファー・グレイ〉）※TBS版

#### ドラマ
- うわさの刑事 テキーラとボネッティ（アンディ・ガルシア〈マリスカ・ハージティ〉）※WOWOW版
- ジム・ヘンソンのファンタジー・ワールド

#### アニメ
- アイドル忍者タートルズ（アナウンサー、配達人）
- ザ・シンプソンズ（プリンセス・カシミア〈初代〉）
- チップとデールの大作戦（ポモナ）※新吹き替え版
- バットマン
- わんぱくダック夢冒険（ガンドラ・ディー）

### テレビアニメ
1985年
- 忍者戦士飛影（オロチ）

1986年
- サンゴ礁伝説 青い海のエルフィ
- 陽あたり良好!（バレー部員）
- 光の伝説（アナウンサー・女、観客）

1988年
- それいけ!アンパンマン（なべこさん〈初代〉、ユキダルマン〈2代目〉）

1989年
- 青いブリンク（ナナ）
- らんま1/2（レフェリー）

1991年
- おちゃめなふたご クレア学院物語（トーマス先生）
- おにいさまへ…（山本）
- おばけのホーリー（リボンヌ、クッキングー）
- わたしとわたし―ふたりのロッテ―（ウルリーケ先生）
- 魔法のプリンセス ミンキーモモ 第2期（ジャネット）

1992年
- 笑ゥせぇるすまん

### 劇場アニメ
- タッチ 背番号のないエース（1986年、お天気お姉さん）
- 銀河英雄伝説外伝 黄金の翼（1992年、クラリベル・フォン・ミューゼル）

### OVA
- 竜世紀（1988年）
- A.D.POLICE（1990年）
- ガッデム（1990年）
- 戦国武将列伝 爆風童子ヒッサツマン（1990年、信子姫）
- 緑山高校 甲子園編（1990年、ウグイス嬢）
- アリス ～モンキー・パンチの世界～（1991年、美女）
- るり色プリンセス（1992年、レイラ）

### ドラマCD
- 源氏（1991年、花街の女）

- バーヴェリアン四重奏（1992年、川上咲子）

### ゲーム
- ゆみみみっくす（1993年、弓美のママ）

### 教育番組
- いちにのさんすう（さんた〈初代〉）
- ひとりでできるもん!（いけないシスターズ・ソックス〈初代〉）